# Petra Dubrava
Petra Dubrava (in russo Петра Дубрава?) è un insediamento di tipo urbano del distretto Volžskij, nell'oblast' di Samara, in Russia. Dal 2005 è il centro amministrativo dell'omonimo insediamento urbano (городское поселение Петра Дубрава).
Si trova 5 km a nord-est di Samara.